# Niezależni uczestnicy olimpijscy na Letnich Igrzyskach Olimpijskich 1992
Niezależni uczestnicy olimpijscy na Letnich Igrzyskach Olimpijskich 1992 – występ kadry niezależnych uczestników olimpijskich podczas letnich igrzysk olimpijskich 1992 w hiszpańskiej Barcelonie.
Drużyna złożona była z pięćdziesięciu ośmiu zawodników: trzydziestu dziewięciu mężczyzn i dziewiętnastu kobiet. Uczestniczyli w 13 dyscyplinach spośród 31 rozgrywanych dyscyplin. Zdobyli oni trzy medale: srebrny i dwa brązowe. Najmłodszy niezależny uczestnik igrzysk miał piętnaście lat i sto trzydzieści cztery dni, a była nim serbska gimnastyczka Majda Milak, zaś najstarszym była również Serbka – lekkoatletka Eszter Poljak, która miała wtedy trzydzieści dziewięć lat i trzysta pięćdziesiąt dni. W skład drużyny weszło sześciu zawodników z Macedonii oraz pięćdziesięciu dwóch z Federalnej Republiki Jugosławii. Wśród sześciorga Macedończyków byli Łazar Popowski i Łazar Miłoewić (kajakarstwo), Elizabeta Pawłowska (lekkoatletyka), Natasza Meszkowska i Kire Filipowski (pływanie) oraz Zoran Szorow (zapasy). Niezależni uczestnicy olimpijscy nie uczestniczyli w ceremonii otwarcia igrzysk.
Był to debiut tego typu ekipy na letnich igrzyskach olimpijskich. Najlepszym wynikiem, jaki osiągnęli niezależni uczestnicy olimpijscy na Letnich Igrzyskach Olimpijskich 1992 był srebrny medal, który zdobyła Jasna Šekarić w rywalizacji strzelczyń w konkurencji pistolet pneumatyczny 10 m kobiet.

## Tło startu
W 1912 roku na letnich igrzyskach olimpijskich wystartowała pierwsza reprezentacja kraju z terenów późniejszej Jugosławii - Serbia. Po raz pierwszy Jugosławia wystąpiła na letnich igrzyskach olimpijskich w 1920 roku, odbywających się w Antwerpii. W 1984 XIV Zimowe Igrzyska Olimpijskie odbyły się w Sarajewie. Podczas zimowych igrzysk olimpijskich w 1992 roku reprezentacja Jugosławii składała się ze sportowców z Czarnogóry, Bośni i Hercegowiny oraz z Serbii. Chorwacja i Słowenia, które w czerwcu 1991 roku jednostronnie ogłosiły niepodległość od Jugosławii wystawiły własne reprezentacje. Były to ostatnie igrzyska olimpijskie, na których sportowcy reprezentowali Jugosławię.
5 kwietnia 1992 suwerenność ogłosiła również Bośnia i Hercegowina. 28 kwietnia 1992 dwie pozostałe republiki (Serbia i Czarnogóra) rozwiązały formalnie Socjalistyczną Federacyjną Republikę Jugosławii, powołując w jej miejsce Federalną Republikę Jugosławii.
Podczas igrzysk olimpijskich w 1992 jako niezależni uczestnicy igrzysk olimpijskich startowali sportowcy z Federalnej Republiki Jugosławii i Macedonii, która jednostronnie ogłosiła niepodległość we wrześniu 1991 roku. Macedońscy olimpijczycy nie mogli startować pod własną flagą, ponieważ nie powstał narodowy komitet olimpijski tego kraju. 30 maja 1992 roku Rada Bezpieczeństwa ONZ w rezolucji nr. 757 podjęła decyzję o niedopuszczeniu zespołów reprezentujących Federalną Republikę Jugosławii do rywalizacji na arenie międzynarodowej z powodu wojny w Bośni i Hercegowinie. MKOL zezwolił na udział w igrzyskach sportowcom z FRJ, który wywalczyli kwalifikację olimpijską na pod warunkiem, że nie będą reprezentować Jugosławii nawet nieoficjalnie. Na igrzyskach w Barcelonie jako samodzielne państwo brała udział Bośnia i Hercegowina.
W styczniu 1993 został utworzony Macedoński Komitet Olimpijski i od tej pory Macedonia startowała pod własną flagą. W 1021. rezolucji Rady Bezpieczeństwa ONZ uchwalonej 22 listopada 1995 zdecydowano o zniesieniu większości sankcji nałożonych na Jugosławię, w tym dotyczących występu jugosłowiańskich sportowców na arenie międzynarodowej. Podobne tego typu grupy sportowców brały udział w letnich igrzyskach olimpijskich w 2000, 2012 i 2016 roku jak niezależni sportowcy olimpijscy. W 2016 na Letnich Igrzyskach Olimpijskich zadebiutowało Kosowo.

## Statystyki według dyscyplin
| Lp.     | Sport                  | Mężczyźni | Kobiety |
| ------- | ---------------------- | --------- | ------- |
| 1.      | Gimnastyka artystyczna | 0         | 2       |
| 2.      | Judo                   | 3         | 1       |
| 3.      | Kajakarstwo            | 5         | 0       |
| 4.      | Kolarstwo              | 5         | 0       |
| 5.      | Lekkoatletyka          | 6         | 3       |
| 6.      | Pływanie               | 2         | 2       |
| 7.      | Pływanie synchroniczne | 0         | 3       |
| 8.      | Strzelectwo            | 3         | 5       |
| 9.      | Szermierka             | 0         | 1       |
| 10.     | Tenis stołowy          | 3         | 2       |
| 11.     | Tenis ziemny           | 1         | 0       |
| 12.     | Wioślarstwo            | 2         | 0       |
| 13.     | Zapasy                 | 9         | 0       |
| Łącznie | Łącznie                | 39        | 19      |

## Zdobyte medale

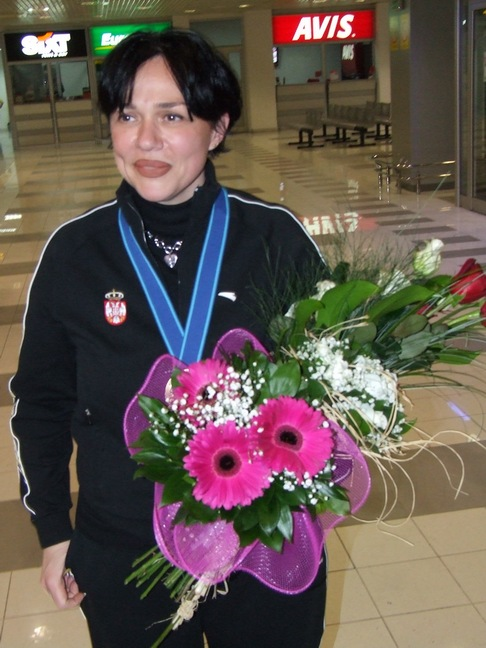
Jasna Šekarić – srebrna medalistka w strzelectwie na IO 1992

Podczas Letnich Igrzyskach Olimpijskich 1992 niezależni uczestnicy olimpijscy zdobyli trzy medale, wszystkie w konkurencjach strzeleckich. Był to srebrny medal Jasny Šekarić w konkurencji pistolet pneumatyczny 10 m kobiet, brązowy Aranki Binder w konkurencji karabin pneumatyczny 10 m kobiet oraz brązowy Stevana Pletikosicia w konkurencji karabin małokalibrowy, leżąc 50 m mężczyzn.
Do tej pory są to jedyne medale zdobyte przez tego typu drużynę występującą na letnich igrzyskach olimpijskich.
| Medal   | Zawodnik          | Dyscyplina  | Konkurencja                                | Data       |
| ------- | ----------------- | ----------- | ------------------------------------------ | ---------- |
| Srebrny | Jasna Šekarić     | Strzelectwo | pistolet pneumatyczny 10 m kobiet          | 1 sierpnia |
| Brązowy | Aranka Binder     | Strzelectwo | karabin pneumatyczny 10 m kobiet           | 26 lipca   |
| Brązowy | Stevan Pletikosić | Strzelectwo | karabin małokalibrowy, leżąc 50 m mężczyzn | 29 lipca   |

## Wyniki

### Gimnastyka artystyczna
Na Letnich Igrzyskach Olimpijskich 1992 w gimnastyce artystycznej wystąpiły dwie zawodniczki. Były nimi Majda Milak i Kristina Radonjić. Obie startowały w tej samej konkurencji - wieloboju indywidualnym.
Eliminacje do zawodów rozpoczęły się 6 sierpnia. Majda Milak zajęła w nich 32. miejsce z dorobkiem 35,675 punktów. Podczas rywalizacji na obręczy uzyskała ich 9,100, na linie 9,000, w ćwiczeniach z maczugami 8,600, a w ćwiczeniach z piłką 8,975. Dawało jej to miejsca 26., 25., 30. i 32. po kolejnych etapach konkursu. Starsza od niej o 3 lata Kristina Radonjić uplasowała się o jedną pozycję niżej zdobywając w eliminacjach 35,600 punktów. Składało się na nie 9,000 zdobytych podczas ćwiczeń na obręczy, 8,700 na linie, 8,800 z maczugami i 9,100 z piłką, dzięki czemu zajmowała kolejno miejsca 33., 38., 28. i 22. w poszczególnych częściach rywalizacji. Obie nie uzyskały awansu do finału, którego warunkiem było zajęcie miejsca w najlepszej szóstce konkursu lub miejsce w najlepszej dwunastce w jednym z etapów rywalizacji. Konkurs finałowy wygrała reprezentantka Wspólnoty Niepodległych Państw Ołeksandra Tymoszenko.
| Zawodnik          | Konkurencja           | Eliminacje  | Eliminacje  | Eliminacje  | Eliminacje  | Eliminacje   | Finał  | Finał | Finał   | Finał | Finał   |    |
| Zawodnik          | Konkurencja           | Obręcz      | Lina        | Maczugi     | Piłka       | Łącznie      | Obręcz | Lina  | Maczugi | Piłka | Łącznie |    |
| ----------------- | --------------------- | ----------- | ----------- | ----------- | ----------- | ------------ | ------ | ----- | ------- | ----- | ------- | -- |
| Majda Milak       | Wielobój indywidualny | 9,100 (26.) | 9,000 (25.) | 8,600 (36.) | 8,975 (30.) | 35,675 (32.) | NQ     | NQ    | NQ      | NQ    | NQ      | NQ |
| Kristina Radonjić | Wielobój indywidualny | 9,000 (33.) | 8,700 (38.) | 8,800 (28.) | 9,100 (22.) | 35,600 (33.) | NQ     | NQ    | NQ      | NQ    | NQ      | NQ |

### Judo
W judo podczas Letnich Igrzysk Olimpijskich 1992 rywalizowało czworo zawodników. Była to jedna kobieta i trzech mężczyzn. Wszyscy rywalizację rozpoczęli, a jednocześnie zakończyli na 1/16 finału.
Kobiety
2 sierpnia rozpoczęła zmagania o medale jedyna kobieta występująca na Letnich Igrzyskach Olimpijskich 1992 jako niezależna uczestniczka olimpijska - Leposava Marković. Rywalizowała ona w kategorii do 48 kg. Walkę o medale rozpoczynała od 1/16 finału, której rywalizowała z reprezentantką Chin Li Aiyue, z którą przegrała poprzez yuko i nie awansowała do kolejnej rundy. Rywalizację w tej konkurencji wygrała reprezentantka Francji Cécile Nowak.
| Zawodnik          | Konkurencja | 1/32             | 1/16              | 1/8              | Ćwierćfinał      | Półfinał         | Repesaże         | O 3. miejsce     | Finał            | Finał   |
| Zawodnik          | Konkurencja | Przeciwnik Wynik | Przeciwnik Wynik  | Przeciwnik Wynik | Przeciwnik Wynik | Przeciwnik Wynik | Przeciwnik Wynik | Przeciwnik Wynik | Przeciwnik Wynik | Pozycja |
| ----------------- | ----------- | ---------------- | ----------------- | ---------------- | ---------------- | ---------------- | ---------------- | ---------------- | ---------------- | ------- |
| Leposava Marković | - 48 kg     | BYE              | Li Aiyue yuko (P) | NQ               | NQ               | NQ               | NQ               | NQ               | NQ               | 20T.    |

Mężczyźni
W Judo mężczyzn na Letnich Igrzyskach Olimpijskich 1992 wystąpiło trzech niezależnych uczestników olimpijskich. Byli nimi: Miroslav Jočić, Dano Pantić i Mitar Milinković. Wszyscy bez sukcesu na igrzyskach w Barcelonie.
31 lipca rywalizację rozpoczął judoka startujący w kategorii do 71 kg, czyli Miroslav Jočić. Zmagania rozpoczął od 1/16 finału. Zmierzył się w niej z reprezentantem Hiszpanii Joaquínem Ruizem Lorente, z którym przegrał przez dyskwalifikację. W końcowym rezultacie uplasował się na dwudziestej drugiej pozycji. Był to jego ostatni pojedynek na imprezie takiej rangi. Zawody w tej konkurencji wygrał reprezentant Japonii Toshihiko Koga.
28 lipca rywalizację w kategorii do 95 kg rozpoczął Dano Pantić. Uczestnictwo rozpoczął od pojedynku 1/16 finału z reprezentantem Japonii Yasuhiro Kai. Przegrał z nim poprzez ippon i nie awansował do dalszej rundy. W końcowej klasyfikacji zajął dwudziestą pierwszą pozycję. Rywalizację w tej kategorii wygrał reprezentant Węgier Antal Kovács.
Kolejnym, a zarazem ostatnim judoką występujących na igrzyskach jako niezależny uczestnik olimpijski był Mitar Milinković. Wystartował on w kategorii powyżej 95 kg. Rywalizację rozpoczął od 1/16 finału. Jego rywalem był Niemiec Henry Stöhr z którym przegrał poprzez ippon i tym samym nie awansował do następnej rundy. W końcowej klasyfikacji zajął dwudziestą pierwszą pozycję. Rywalizację w tej konkurencji wygrał reprezentujący Wspólnotę Niepodległych Państw Dawit Chachaleiszwili.
| Zawodnik         | Konkurencja | 1/32             | 1/16                        | 1/8              | Ćwierćfinał      | Półfinał         | Repesaże         | O 3. miejsce     | Finał            | Finał   |
| Zawodnik         | Konkurencja | Przeciwnik Wynik | Przeciwnik Wynik            | Przeciwnik Wynik | Przeciwnik Wynik | Przeciwnik Wynik | Przeciwnik Wynik | Przeciwnik Wynik | Przeciwnik Wynik | Pozycja |
| ---------------- | ----------- | ---------------- | --------------------------- | ---------------- | ---------------- | ---------------- | ---------------- | ---------------- | ---------------- | ------- |
| Miroslav Jočić   | - 71 kg     | BYE              | Joaquín Ruiz Lorente dq (P) | NQ               | NQ               | NQ               | NQ               | NQ               | NQ               | 22.     |
| Dano Pantić      | - 95 kg     | BYE              | Yasuhiro Kai ippon (P)      | NQ               | NQ               | NQ               | NQ               | NQ               | NQ               | 21.     |
| Mitar Milinković | + 95 kg     | BYE              | Henry Stöhr ippon (P)       | NQ               | NQ               | NQ               | NQ               | NQ               | NQ               | 21.     |

### Kajakarstwo
Na Letnich Igrzyskach Olimpijskich 1992 w konkurencjach kajakarskich wystąpiło pięciu sportowców (wyłącznie mężczyzn). Dwóch z nich wystąpiło w kajakarstwie górskim - slalomie K1 oraz po zawodniku w jedynkach mężczyzn na 500 m, jedynkach mężczyzn na 1000 m i w kajakarstwie górskim – kanadyjkach C1. Wystawili także zespół dwójki mężczyzn na 1000 m.
3 sierpnia rywalizację o medale rozpoczął Žarko Vekić. Rywalizował on w jedynkach mężczyzn na 500 m. W eliminacjach wystartował w czwartej grupie. Z czasem 1:51,44 przypłynął na metę dopiero szósty. Tego samego dnia wystąpił jednak w repasażach. Tam w rywalizował w pierwszej grupie. Z czasem 1:55,32 zajął szóstą pozycję i pożegnał się z dalszą rywalizacją. Zawody w tej konkurencji wygrał reprezentant Finlandii Mikko Kolehmainen.
4 sierpnia do rywalizacji w kajakach przystąpił Srđan Marilović. Wystartował on w konkurencji jedynek mężczyzn na 1000 m. W eliminacjach wystąpił w pierwszej grupie. Z czasem 3:50,02 zajął siódme miejsce. Tego samego dnia wystąpił jeszcze w repasażach. Wystartował w drugiej grupie. Z czasem 3:45,52 zajął szóste miejsce i nie awansował do półfinału. Rywalizację w tej konkurencji wygrał reprezentujący Australię Clint Robinson.
Tego samego dnia (4 sierpnia) wystartowała rywalizacja dwójek mężczyzn na 1000 m. Wśród ekip reprezentacji znalazła się również drużyna niezależnych uczestników olimpijskich, w której skład wchodzili Srđan Marilović i Žarko Vekić. W eliminacjach wystartowali w trzeciej grupie. Z czasem 3:31,69 zajęli w niej szóste miejsce. W repasażach które odbyły się jeszcze tego samego dnia znaleźli się w grupie pierwszej. Wyraźnie zmęczony był Srđan dla którego był to już czwarty start tego dnia. Z czasem 3:38,17 dopłynęli na piąte miejsce i nie awansowali do półfinałów. Rywalizację w tej konkurencji wygrała reprezentacja Niemiec w składzie Kay Bluhm i Torsten Gutsche.
| Zawodnik / zawodnicy         | Konkurencja               | Eliminacje | Eliminacje | Eliminacje | Repasaże | Repasaże | Repasaże | Półfinał | Półfinał | Półfinał | Finał | Finał   |
| Zawodnik / zawodnicy         | Konkurencja               | Grupa      | Czas       | Miejsce    | Grupa    | Czas     | Miejsce  | Grupa    | Czas     | Miejsce  | Czas  | Miejsce |
| ---------------------------- | ------------------------- | ---------- | ---------- | ---------- | -------- | -------- | -------- | -------- | -------- | -------- | ----- | ------- |
| Žarko Vekić                  | Jedynki mężczyzn - 500 m  | 4.         | 1:51,44    | 6.         | 1.       | 1:55,32  | 6.       | NQ       | NQ       | NQ       | NQ    | NQ      |
| Srđan Marilović              | Jedynki mężczyzn - 1000 m | 1.         | 3:50,02    | 7.         | 2.       | 3:45,52  | 6.       | NQ       | NQ       | NQ       | NQ    | NQ      |
| Srđan Marilović, Žarko Vekić | Dwójki mężczyzn - 1000 m  | 3.         | 3:31,69    | 6.         | 1.       | 3:38,17  | 5.       | NQ       | NQ       | NQ       | NQ    | NQ      |

2 sierpnia wystartowała rywalizacja w kajakarstwie górskim w slalomie K1. Uczestniczyli w niej dwaj niezależni uczestnicy olimpijscy, którymi byli Łazar Popowski i Milan Ðorđević. W I rundzie Łazar z czasem 2:03,82 zajął trzydziestą drugą pozycję, natomiast Milan został zdyskwalifikowany. W II zjeździe Łazar z czasem 2:05,72 uplasował się na dwudziestej ósmej pozycji, Milan z czasem 2:26.28 był trzydziesty piąty. W klasyfikacji końcowej Łazar z 123 82 punktami zajął trzydzieste czwarte miejsce, Milan z dorobkiem punktowym 156 28 zajął trzydziestą dziewiątą pozycję. Rywalizację w tej konkurencji wygrał reprezentant Włoch Pierpaolo Ferrazzi.
1 sierpnia Łazar Miłoewić wystartował w kanadyjkach pojedynczych. Podczas I zjazdu został zdyskwalifikowany. w II zjeździe z czasem 2:35.22 zajął przedostatnie trzydzieste miejsce. W klasyfikacji końcowej z dorobkiem punktowym 170 22 zajął ostatnie trzydzieste pierwsze miejsce. Rywalizację w tej konkurencji wygrał reprezentujący Czechosłowację Lukáš Pollert.
| Zawodnik       | Konkurencja                        | I zjazd | I zjazd | II zjazd | II zjazd | Klas. końcowa | Klas. końcowa |
| Zawodnik       | Konkurencja                        | Czas    | Miejsce | Czas     | Miejsce  | Punkty        | Miejsce       |
| -------------- | ---------------------------------- | ------- | ------- | -------- | -------- | ------------- | ------------- |
| Łazar Popowski | Kajakarstwo górskie - slalom K1    | 2:03,82 | 32.     | 2:05,72  | 28.      | 123 82        | 34.           |
| Milan Ðorđević | Kajakarstwo górskie - slalom K1    | DNF     | DNF     | 2:26,28  | 35.      | 156 28        | 39.           |
| Łazar Miłoewić | Kajakarstwo górskie - kanadyjki C1 | DNF     | DNF     | 2:35,22  | 30.      | 170 22        | 31.           |

### Kolarstwo
Jako niezależni uczestnicy olimpijscy na igrzyskach w Barcelonie wystąpiło pięciu zawodników. Trzech z nich wystąpiło we wyścigu ze startu wspólnego, jeden w wyścigu punktowym. Wystawili oni także drużynę w jeździe drużynowej na 100 km na czas.
Aleksandar Milenković, Radiša Čubrić, Mikoš Rnjaković startowali w kolarstwie szosowym w wyścigu ze startu wspólnego, który odbył się 2 sierpnia. Nie odnieśli oni sukcesu. Aleksandar Milenković z czasem 4:35:56 i stratą do zwycięzcy 35 sekund zajął 42. miejsce. Radiša Čubrić był 78. z czasem 4:45:14 i stratą do rywala 9:53. Mikoš Rnjaković nie ukończył wyścigu. Wyścig wygrał reprezentujący Włochy Fabio Casartelli.
26 lipca odbyła się jazda drużynowa na 100 km na czas, której swoją ekipa wystawili niezależni uczestnicy olimpijscy. Wystartowali w składzie Mićo Brković, Aleksandar Milenković, Mikoš Rnjaković i Dušan Popeskov, Uzyskując czas 2:14:37 ze stratą do zwycięzców 12:58. Zajęli 18. miejsce. Złote medale wywalczyła reprezentacja Niemiec w składzie Bernd Dittert, Christian Meyer, Uwe Peschel i Michael Rich.
| M.  | Zawodnik / zawodnicy                                                 | Konkurencja                | Czas    | Strata do zwycięzcy |
| --- | -------------------------------------------------------------------- | -------------------------- | ------- | ------------------- |
| 42. | Aleksandar Milenković                                                | Wyścig ze startu wspólnego | 4:35:56 | 0:35                |
| 78. | Radiša Čubrić                                                        | Wyścig ze startu wspólnego | 4:45:14 | 9:53                |
| NQ  | Mikoš Rnjaković                                                      | Wyścig ze startu wspólnego | DNF     | DNF                 |
| 18. | Mićo Brković, Aleksandar Milenković, Mikoš Rnjaković, Dušan Popeskov | Jazda drużynowa na czas    | 2:14:37 | 12:58               |

28 lipca Dušan Popeskov wziął udział w wyścigu punktowym. W eliminacjach wystąpił w pierwszym wyścigu, którego nie ukończył co przekreśliło jego możliwość dalszego występu na igrzyskach. Zwycięzcą został reprezentant Włoch Giovanni Lombardi.
| Zawodnik       | Konkurencja     | Eliminacje | Eliminacje | Eliminacje | Finał | Finał  | Finał   |
| Zawodnik       | Konkurencja     | Grupa      | Punkty     | Miejsce    | Grupa | Punkty | Miejsce |
| -------------- | --------------- | ---------- | ---------- | ---------- | ----- | ------ | ------- |
| Dušan Popeskov | Wyścig punktowy | 1.         | DNF        | DNF        | NQ    | NQ     | NQ      |

### Lekkoatletyka
Na igrzyskach olimpijskich w Barcelonie w Lekkoatletyce wystąpiło dziewięciu niezależnych uczestników olimpijskich. Były to trzy kobiety i sześciu mężczyzn. Najwyższe osiągnięte przez nich miejsce to siódma pozycja w pchnięciu kulą Dragana Pericia.
Kobiety
Trzy kobiety, które startowały Lekkoatletyce na igrzyskach 1992 to Suzana Ćirić (bieg na 10 000 m), Elizabeta Pawłowska (bieg na 100 m przez płotki) i Tamara Malešev (skok w dal). Każda bez większego sukcesu, ponieważ wszystkie zakończyły rywalizację na pierwszej rundzie.
1 sierpnia w biegu na 10 000 m wystartowała Suzana Ćirić. W eliminacjach wystartowała w drugim biegu. Z czasem 33:42,26 zajęła piętnaste miejsce i nie awansowała do finału. Rywalizację w tej konkurencji wygrała reprezentantka Etiopii Derartu Tulu.
Elizabeta Pawłowska wystartowała w biegu na 100 m przez płotki 5 sierpnia. Podczas eliminacji wystartowała w piątym biegu. Z czasem 14,26 zajęła ostatnią, ósmą pozycję i nie awansowała do kolejnej rundy. Rywalizację w tej konkurencji wygrała reprezentująca Grecję Wula Patulidu.
6 sierpnia Tamara Malešev wystartowała w kwalifikacjach do rywalizacji w skoku w dal. Wystartowała w grupie A i z wynikiem 6,35 zajęła jedenastą pozycję w grupie, a jednocześnie dwudziestą drugą w całej rundzie. Nie awansowała do finału, a rywalizację wygrała reprezentantka Niemiec Heike Drechsler.
| Zawodniczka         | Konkurencja        | Eliminacje / Kwalifikacje | Eliminacje / Kwalifikacje | Eliminacje / Kwalifikacje | Ćwierćfinał | Ćwierćfinał | Ćwierćfinał | Półfinał | Półfinał | Półfinał | Finał | Finał   | M-F |
| Zawodniczka         | Konkurencja        | Grupa                     | Wynik                     | Miejsce                   | Grupa       | Wynik       | Miejsce     | Grupa    | Wynik    | Miejsce  | Wynik | Miejsce | M-F |
| ------------------- | ------------------ | ------------------------- | ------------------------- | ------------------------- | ----------- | ----------- | ----------- | -------- | -------- | -------- | ----- | ------- | --- |
| Suzana Ćirić        | 10 000 m           | 2                         | 33:42,26                  | 15.                       | —           | —           | —           | —        | —        | —        | NQ    | NQ      | 30. |
| Elizabeta Pawłowska | 100 m przez płotki | 5                         | 14,26                     | 8.                        | NQ          | NQ          | NQ          | NQ       | NQ       | NQ       | NQ    | NQ      | 36. |
| Tamara Malešev      | Skok w dal         | A                         | 6,35                      | 11.                       | —           | —           | —           | —        | —        | —        | NQ    | NQ      | 22. |

Mężczyźni

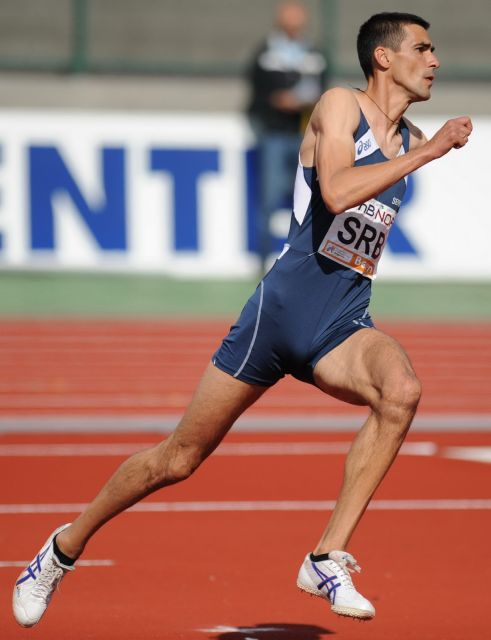
Dragutin Topić, ósmy zawodnik w skoku wzwyż

Sześciu mężczyzn wystartowało na letnich igrzyskach 1992 jako niezależni uczestnicy olimpijscy. Byli nimi trzej biegacze: Dejan Jovković (200 m), Slobodan Branković (400 m) i Slobodan Popović (800 m), dwaj skoczkowie wzwyż: Stevan Zorić i Dragutin Topić oraz kulomiot Dragan Perić. Najlepsze wywalczone przez nich miejsce to siódma pozycja w finale pchnięcia kulą Dragana Pericia.
3 sierpnia Dejan Jovković wystartował w biegu na 200 m. W eliminacjach wystartował w trzecim biegu. Do mety dobiegł z czasem 21,77 i zajął szóstą pozycję. Nie dawało mu to awansu do dalszej rundy. Rywalizację w tej konkurencji wygrał reprezentant USA Mike Marsh.
1 sierpnia wystartowała rywalizacja w biegu na 400 m, w której wystartował Slobodan Branković. Podczas eliminacji pobiegł w czwartym biegu i z czasem 46,34 zajął drugą pozycję co dawało mu awans do ćwierćfinału. W ćwierćfinale wystąpił w pierwszym biegu, a z czasem 45,90 zajął szóstą pozycję, co nie dało mu awansu do kolejnej rundy. Rywalizację w tej konkurencji wygrał reprezentujący Stany Zjednoczone Quincy Watts.
1 sierpnia Slobodan Popović wystąpił w eliminacja do biegu na 800 m. Wystartował w siódmym biegu. przybiegł na metę z czasem 1:49,69 i zajął czwartą pozycję, która nie dawała mu awansu do kolejnej rundy. Rywalizację wygrał reprezentujący Kenię William Tanui.
31 lipca Dragutin Topić i Stevan Zorić wystartowali w eliminacjach do skoku wzwyż. Zorić wystartował w grupie A. Z wynikiem 2,15 zajął szesnastą pozycję w grupie, a dwudziestą dziewiątą w ogólnej klasyfikacji. Pożegnał się tym samym z dalszą rywalizacją w konkursie olimpijskim. Topić wystąpił w grupie B. osiągnął wynik 2,26, zajął trzecią pozycję w grupie, jak również w ogólnej klasyfikacji. Awansował tym samym do finału, który odbył się 2 sierpnia. Zajął w nim ósmą pozycję z wynikiem 2,28. Rywalizację wygrał reprezentujący Kubę Javier Sotomayor.
31 lipca wystartował konkurs pchnięcia kulą. Wystartował w nim niezależny uczestnik Dragan Perić. W kwalifikacjach z wynikiem 20,24 zajął czwartą pozycję i tym samym awansował do finału. Jego najlepszym rezultatem w finale był 20,32. W końcowym rezultacie zajął siódme miejsce. Konkurencję wygrał reprezentujący Stany Zjednoczone Mike Stulce
| Zawodnik           | Konkurencja    | Eliminacje / Kwalifikacje | Eliminacje / Kwalifikacje | Eliminacje / Kwalifikacje | Ćwierćfinał | Ćwierćfinał | Ćwierćfinał | Półfinał | Półfinał | Półfinał | Finał | Finał   | M-F |
| Zawodnik           | Konkurencja    | Grupa                     | Wynik                     | Miejsce                   | Grupa       | Wynik       | Miejsce     | Grupa    | Wynik    | Miejsce  | Wynik | Miejsce | M-F |
| ------------------ | -------------- | ------------------------- | ------------------------- | ------------------------- | ----------- | ----------- | ----------- | -------- | -------- | -------- | ----- | ------- | --- |
| Dejan Jovković     | 200 m          | 3                         | 21,77                     | 6.                        | NQ          | NQ          | NQ          | NQ       | NQ       | NQ       | NQ    | NQ      | 58. |
| Slobodan Branković | 400 m          | 4                         | 46,34                     | 2.                        | 1           | 45,90       | 6.          | NQ       | NQ       | NQ       | NQ    | NQ      | 21. |
| Slobodan Popović   | 800 m          | 7                         | 1:49,69                   | 4.                        | —           | —           | —           | NQ       | NQ       | NQ       | NQ    | NQ      | 32. |
| Stevan Zorić       | Skok wzwyż     | A                         | 2,15                      | 16.                       | —           | —           | —           | —        | —        | —        | NQ    | NQ      | 29. |
| Dragutin Topić     | Skok wzwyż     | B                         | 2,26                      | 3. (3.)                   | —           | —           | —           | —        | —        | —        | 2,28  | 8.      | 8.  |
| Dragan Perić       | Pchnięcie kulą | A                         | 20,24                     | 3. (4.)                   | —           | —           | —           | —        | —        | —        | 20,32 | 7.      | 7.  |

### Pływanie
Podczas IO 1992 wystąpiło czworo pływaków będących niezależnymi uczestnikami igrzysk. Były nimi dwie kobiety Darija Alauf i Natasza Meszkowska oraz dwóch mężczyzn Mladen Kapor i Kire Filipowski. Ich najlepszym rezultatem była osiemnasta pozycja Nataszy Meszkowskiej na 200 m motylkowym oraz zwycięstwa Mladena Kapora w eliminacjach na 50 i 100 m stylem dowolnym.
Kobiety
28 lipca Darija Alauf wystartowała na 100 m stylem grzbietowym. W eliminacjach wystartowała w pierwszej grupie. Uzyskała czas 1:06,81 i zajęła druga pozycję, ale nie dawało jej to awansu do finału. Ostatecznie zajęła czterdzieste miejsce. Rywalizację wygrała reprezentantka Węgier Krisztina Egerszegi. 31 lipca Alauf w eliminacjach wystartowała na 200 m stylem grzbietowym. Rywalizowała w grupie pierwszej. Zajęła drugie miejsce z czasem 2:22,07, który nie dawał jej awansu do finału. W końcowej klasyfikacji zajęła trzydziestą siódmą pozycję. Ponownie wygrała reprezentantka Węgier Krisztina Egerszegi.
29 lipca Natasza Meszkowska wystartowała w eliminacjach do zawodów na 100 m stylem motylkowym. Startowała w trzeciej grupie zawodniczek i uzyskała czas 1:04,16. Zajęła trzecie miejsce, które nie dawało jej awansu do finału. Ostatecznie zajęła trzydziestą piątą pozycję, wygrała reprezentantka Chin Qian Hong. 31 lipca Natasza wzięła udział w eliminacjach na 200 m stylem motylkowym. wystąpiła w piątej grupie zawodniczek, w której uzyskała czas 2:16,54. Zajęła szóstą pozycję, która nie dawała jej awansu do finału. W końcowej klasyfikacji była osiemnasta. Rywalizację zdominowała Amerykanka Summer Sanders.
| Zawodniczka        | Konkurencja       | Eliminacje | Eliminacje | Eliminacje | Finał B | Finał B | Finał | Finał   |
| Zawodniczka        | Konkurencja       | Czas       | Miejsce    | Grupa      | Czas    | Miejsce | Czas  | Miejsce |
| ------------------ | ----------------- | ---------- | ---------- | ---------- | ------- | ------- | ----- | ------- |
| Darija Alauf       | 100 m grzbietowym | 1:06,81    | 2.         | 1          | NQ      | NQ      | NQ    | NQ      |
| Darija Alauf       | 200 m grzbietowym | 2:22,07    | 2.         | 1          | NQ      | NQ      | NQ    | NQ      |
| Natasza Meszkowska | 100 m motylkowym  | 1:04,16    | 3.         | 3          | NQ      | NQ      | NQ    | NQ      |
| Natasza Meszkowska | 200 m motylkowym  | 2:16,54    | 6.         | 5          | NQ      | NQ      | NQ    | NQ      |

Mężczyźni
Mladen Kapor wystartował 30 lipca w eliminacjach na 50 m stylem dowolnym. Wystąpił w pierwszej grupie. Uzyskał czas 23,42 i zajął pierwsze miejsce, lecz nie dawało to miejsca nawet w finale B, ponieważ miał za słaby czas. Ostatecznie uplasował się na dwudziestym trzecim miejscu, a zwyciężył Aleksandr Popow reprezentujący Wspólnotę Niepodległych Państw. 28 lipca przystąpił do rywalizacji na 100 m stylem dowolnym. W eliminacjach wystąpił w pierwszej grupie wygrywając z czasem 51,44. Nie zakwalifikował się do następnej rundy ponieważ miał zbyt słaby czas. W końcowej klasyfikacji zajął trzydzieste miejsce, a rywalizację ponownie zdominował Popow.
Drugim z mężczyzn będącym niezależnym uczestnikiem, który startował w pływaniu był Kire Filipowski. 27 lipca wystąpił w eliminacjach na 100 m stylem motylkowym. Wystartował w grupie szóstej zawodników. Uzyskał czas 56,68 i zajął siódmą pozycję. Nie zakwalifikował się tym samym do dalszej rundy. W końcowej klasyfikacji zajął czterdzieste trzecie miejsce. Zwyciężył reprezentujący USA Pablo Morales, drugi był Polak Rafał Szukała. 30 lipca wystartował w eliminacjach na 200 m stylem motylkowym. Wystąpił w czwartej grupie i z czasem 2:08,71 zajął ostatnią - siódmą pozycję. W końcowej klasyfikacji zajął miejsce trzydzieste dziewiąte. Zwyciężył Amerykanin Melvin Stewart.
| Zawodnik        | Konkurencja      | Eliminacje | Eliminacje | Eliminacje | Finał B | Finał B | Finał | Finał   |
| Zawodnik        | Konkurencja      | Czas       | Miejsce    | Grupa      | Czas    | Miejsce | Czas  | Miejsce |
| --------------- | ---------------- | ---------- | ---------- | ---------- | ------- | ------- | ----- | ------- |
| Mladen Kapor    | 50 m dowolnym    | 23,42      | 1.         | 1          | NQ      | NQ      | NQ    | NQ      |
| Mladen Kapor    | 100 m dowolnym   | 51,44      | 1.         | 1          | NQ      | NQ      | NQ    | NQ      |
| Kire Filipowski | 100 m motylkowym | 56,68      | 7.         | 6          | NQ      | NQ      | NQ    | NQ      |
| Kire Filipowski | 200 m motylkowym | 2:08,71    | 7.         | 4          | NQ      | NQ      | NQ    | NQ      |

### Pływanie synchroniczne
Na LIO 1992 w Barcelonie wystartowały trzy niezależne olimpijki. Wszystkie, czyli Marija Senica, Maja Kos i Vanja Mičeta wystartowały w konkurencji indywidualnej, a Maja i Vanja razem w duecie. Ich najlepszym rezultatem był udział Marii w kwalifikacjach do konkursu indywidualnego.
6 sierpnia rozpoczęły się preeliminacje do zawodów indywidualnych w pływaniu synchronicznym. Marija zdobyła 68,072 punktów, Maja 67,174, a Vanja 64,865. Wszystkie trzy zajęły odpowiednio trzy ostatnie miejsca na 53 zawodniczki. Preeliminacje te miały wyłonić po jednej zawodniczce z każdego kraju, więc najlepsza z niezależnych Marija Senica awansowała do dalszej rundy, mimo iż były zawodniczki z innych krajów, które uzyskały od niej lepszy wynik. W eliminacjach zdobyła 147,152 punktów i zajęła ostatnią - 21. pozycję, która nie dawała jej awansu do dalszej rundy. W finale zwyciężyły Kanadyjka Sylvie Fréchette i Amerykanka Kristen Babb-Sprague.
5 sierpnia wystartowały preeliminacje duetów. Maja Kos i Vanja Mičeta zdobyły 66,019 punktów i zajęły ostatnią - 18. lokatę. Zwyciężyły Amerykanki Karen i Sarah Josephson.
| Zawodniczka            | Konkurencja   | Preeliminacje | Preeliminacje | Eliminacje | Eliminacje | Eliminacje | Eliminacje | Finał  | Finał  | Finał  | Finał   |
| Zawodniczka            | Konkurencja   | Punkty        | Miejsce       | Punkty     | Punkty     | Punkty     | Miejsce    | Punkty | Punkty | Punkty | Miejsce |
| Zawodniczka            | Konkurencja   | Punkty        | Miejsce       | Muzyka     | Figura     | Razem      | Miejsce    | Muzyka | Figura | Razem  | Miejsce |
| ---------------------- | ------------- | ------------- | ------------- | ---------- | ---------- | ---------- | ---------- | ------ | ------ | ------ | ------- |
| Marija Senica          | Indywidualnie | 68 072        | 51.           | 79,08      | 68,072     | 147,152    | 21.        | NQ     | NQ     | NQ     | NQ      |
| Maja Kos               | Indywidualnie | 67,174        | 52.           | NQ         | NQ         | NQ         | NQ         | NQ     | NQ     | NQ     | NQ      |
| Vanja Mičeta           | Indywidualnie | 64,865        | 53.           | NQ         | NQ         | NQ         | NQ         | NQ     | NQ     | NQ     | NQ      |
| Maja Kos, Vanja Mičeta | Duety         | 66,019        | 18.           | NQ         | NQ         | NQ         | NQ         | NQ     | NQ     | NQ     | NQ      |

### Strzelectwo
Na igrzyskach w Barcelonie w strzelectwie wystąpiło ośmiu zawodników. Było to pięć kobiet, czyli Jasna Šekarić, Eszter Poljak, Aranka Binder, Lidija Mihajlović, Aleksandra Ivošev oraz trzech mężczyzn Nemanja Mirosavljev, Goran Maksimović i Stevan Pletikosić. W tej dyscyplinie zdobyli trzy medale; dwa brązowe i srebrny Jasny Šekarić w konkurencji pistolet pneumatyczny 10 m.
Kobiety
27 lipca rozpoczęły się eliminacje do konkurencji pistolet sportowy 25 m. Wystartowała w nich Jasna Šekarić, która zdobyła w nich 583 punkty (295 za celność, 288 za czas) i zajęła piątą pozycje, która dała jest awans do finału. W finale, który odbył się tego samego dnia zdobyła 93 pkt. i 676 pkt. za cały konkurs. Zajęła szóste miejsce na osiem. Wygrała reprezentantka Wspólnoty Niepodległych Państw Marina Łogwinienko.
1 sierpnia Jasna wraz z Eszter Poljak wystartowała w eliminacjach do konkurencji pistolet pneumatyczny 10 m. Eszter zdobyła 369 punktów (91 w pierwszej rundzie, 90 w drugiej, 94 w trzeciej i 94 w czwartej) i uplasowała się na czterdziestym drugim miejscu, które nie dawało jej miejsca we finale. O wiele lepiej poradziła sobie Šekarić, która z wynikiem 389 pkt. (98 za pierwszą rundę, 98 za drugą, 97 za trzecią i 96 za czwartą) zwyciężyła w eliminacjach. W finale, która odbywał się tego samego dnia zdobyła 97.4 punktów i 486.4 w całym konkursie, tyle samo co reprezentantka Wspólnoty Niepodległych Państw Marina Łogwinienko. O zwycięstwie zadecydowały punkty z finału, których Łogwinienko miała o dwa więcej. Był to jej trzeci olimpijski medal, a pierwszy dla niezależnych uczestników olimpijskich.
26 lipca Aranka Binder i Lidija Mihajlović wystartowały w eliminacjach do konkursu z karabinem pneumatycznym 10 m. Lidija zdobyła 389 (96 za pierwszą rundę, 97 za drugą, 98 za trzecią i 98 za czwartą) i zajęła 17. miejsce, które nie uprawniało ją do walki o medale. Aranka osiągnęła 393 (99 w pierwszej rundzie, 97 w drugiej, 98 w trzeciej, 99 w czwartej), zajęła 5. miejsce, którym zagwarantowała sobie miejsce we finale. W finale Aranka uzyskała 102.1 i 495.1 łącznie z eliminacjami. Dało jej to trzecie miejsce, tuż za Weselą Letczewą z Bułgarii i Yeo Kab-soon z Korei Południowej.
Mihajlović wraz z Aleksandrą Ivošev wystąpiła w konkurencji karabin małokalibrowy, trzy pozycje, 50 m, które rozpoczęły się 30 lipca. Lidija zdobyła 565 pkt. (192 leżąc, 191 klęcząc, 182 stojąc) i uplasowała się na 33. miejscu. Aleksandra uzyskała 577 pkt. (198 pkt. leżąc, 190 klęcząc i 189 stojąc) i zajęła 14. pozycję. Obie nie zakwalifikowały się do finału. wygrała amerykanka Launi Meili.
| Jasna Šekarić     | Pistolet sportowy, 25 m                   | —  | —  | —  | —  | 295 | 288 | —   | —   | —   | 583 | 5.  | 93    | 676   | 6. |    |    |    |    |    |
| Jasna Šekarić     | Pistolet pneumatyczny, 10 m               | 98 | 98 | 97 | 96 | —   | —   | —   | —   | —   | 389 | 1.  | 97,4  | 486,4 | 2. |    |    |    |    |    |
| Eszter Poljak     | Pistolet pneumatyczny, 10 m               | 91 | 90 | 94 | 94 | —   | —   | —   | —   | —   | 369 | 42. | NQ    | NQ    | NQ |    |    |    |    |    |
| Aranka Binder     | Karabin pneumatyczny, 10 m                | 99 | 97 | 98 | 99 | —   | —   | —   | —   | —   | 393 | 5.  | 102,1 | 495,1 | 3. |    |    |    |    |    |
| Lidija Mihajlović | Karabin pneumatyczny, 10 m                | 96 | 97 | 98 | 98 | —   | —   | —   | —   | —   | 389 | 17. | NQ    | NQ    | NQ |    |    |    |    |    |
| Lidija Mihajlović | Karabin małokalibrowy, trzy pozycje, 50 m | —  | —  | —  | —  | —   | —   | 192 | 191 | 182 | 565 | 33. | NQ    | NQ    | NQ |    |    |    |    |    |
| Aleksandra Ivošev | Karabin małokalibrowy, trzy pozycje, 50 m | —  | —  | —  | —  | —   | —   | 198 | 190 | 189 | 577 | 14. | NQ    | NQ    | NQ | NQ | NQ | NQ | NQ | NQ |

Mężczyźni
26 lipca rozpoczęły się eliminacje do konkurencji karabin pneumatyczny 10 m, w której to wystartowali Nemanja Mirosavljev i Goran Maksimović. Nemanja zdobył 587 pkt. (95 za pierwszą rundę, 99 za drugą, 99 za trzecią, 98 za czwartą, 97 za piątą i 99 za szóstą) i zajął 18. pozycję, która nie dała mu awansu do finału. Goran uzyskał 592 (100 w pierwszej rundzie, 96 w drugiej, 99 w trzeciej, 98 w czwartej, 100 w piątej i 99 w szóstej) i uplasował się na 2. miejscu i awansował do finału. W finale Goran zdobył 98.6 pkt. i 690.6 pkt. łącznie za cały konkurs. Zajął 5. miejsce. Wygrał Jurij Fiedkin ze Wspólnoty Niepodległych Państw.
Obaj zawodnicy wystąpili jeszcze 31 lipca w konkurencji karabin małokalibrowy, trzy pozycje 50 m. Nemanja zdobył 1 163 pkt. (397 leżąc,	392 klęcząc i 374 stojąc) i zajął 9. miejsce ocierając się o wejście do finału. Goran uzyskał 1 158 pkt. (396 leżąc, 383 klęcząc i 379 stojąc) i uplasował sina miejscu 17. nie przechodząc do finału. Zwyciężył reprezentant Wspólnoty Niepodległych Państw Hyraczia Petikian.
29 lipca Goran wraz z Stevana Pletikosiciem w konkurencji karabin małokalibrowy, leżąc, 50 m. Maksimović zdobył 591 pkt. (99 w pierwszej rundzie, 95 w drugiej, 99 w trzeciej, 99 w czwartej, 100 w piątej i 99 w szóstej) i uplasował się na 31. miejscu, które nie dało mu awansu do finału. Stevan uzyskał 597 pkt. (99 w pierwszej rundzie, 99 w drugiej, 100 w trzeciej, 100 w czwartej, 99 w piątej i 100 w szóstej) i zajął miejsce 3. W finale zdobył 104.1 pkt., a za cały konkurs 701.1. Zdobył srebrny medal. Lepsi od niego byli tylko Harald Stenvaag z Norwegii i Lee Eun-cheol z Korei.
| Zawodnik            | Konkurencja                               | Eliminacje | Eliminacje | Eliminacje | Eliminacje | Eliminacje | Eliminacje | Eliminacje | Eliminacje | Eliminacje | Eliminacje | Eliminacje | Finał    | Finał  | Finał   |
| Zawodnik            | Konkurencja                               | Punkty     | Punkty     | Punkty     | Punkty     | Punkty     | Punkty     | Punkty     | Punkty     | Punkty     | Punkty     | Miejsce    | Punkty   | Punkty | Miejsce |
| Zawodnik            | Konkurencja                               | Runda 1.   | Runda 2.   | Runda 3.   | Runda 4.   | Runda 5.   | Runda 6.   | Leżąc      | Klęcząc    | Stojąc     | Razem      | Miejsce    | Z Finału | Razem  | Miejsce |
| ------------------- | ----------------------------------------- | ---------- | ---------- | ---------- | ---------- | ---------- | ---------- | ---------- | ---------- | ---------- | ---------- | ---------- | -------- | ------ | ------- |
| Nemanja Mirosavljev | Karabin małokalibrowy, trzy pozycje, 50 m | —          | —          | —          | —          | —          | —          | 397        | 392        | 374        | 1 163      | 9.         | NQ       | NQ     | NQ      |
| Nemanja Mirosavljev | karabin pneumatyczny, 10 m                | 95         | 99         | 99         | 98         | 97         | 99         | —          | —          | —          | 587        | 18.        | NQ       | NQ     | NQ      |
| Goran Maksimović    | karabin pneumatyczny, 10 m                | 100        | 96         | 99         | 98         | 100        | 99         | —          | —          | —          | 592        | 2.         | 98,6     | 690,6  | 5.      |
| Goran Maksimović    | Karabin małokalibrowy, trzy pozycje, 50 m | —          | —          | —          | —          | —          | —          | 396        | 383        | 379        | 1 158      | 17.        | NQ       | NQ     | NQ      |
| Goran Maksimović    | Karabin małokalibrowy leżąc, 50 m         | 99         | 95         | 99         | 99         | 100        | 99         | —          | —          | —          | 591        | 31.        | NQ       | NQ     | NQ      |
| Stevan Pletikosić   | Karabin małokalibrowy leżąc, 50 m         | 99         | 99         | 100        | 100        | 99         | 100        | —          | —          | —          | 597        | 3.         | 104,1    | 701,1  | 3.      |

### Szermierka
jedyną osobą biorącą udział w szermierce na LIO 1992 jako niezależny uczestnik olimpijski była Tamara Savić-Šotra. Wystartowała ona 30 lipca w kwalifikacjach grupowych do konkursu indywidualnego florecistek. Rywalizowała w grupie drugiej wraz z Sin Seong-ja z Korei Płd., Francescą Bortolozzi-Borellą z Włoch, Isabelle Spennato z Francji, Tatjaną Sadowskają z WNP, Andreą Chiuchich z Argentyny i Rencią Nasson z RPA. Tamara wygrała trzy razy, tyle samo razy przegrała i zajęła 5. miejsce, które dało awans do II rundy eliminacji bezpośrednich. W nich zmierzyła się z reprezentantką Wspólnoty Niepodległych Państw Olgą Wieliczko. Przegrała z nią 3:5, 5:3, 1:5. Pomimo porażki mogła walczyć dalej w I rundzie repasaży. Trafiła na Francuzkę Isabelle Spennato, z którą rywalizowała także w fazie grupowej. Savić-Šotra przegrała 2:5, 3:5 i odpadła z olimpijskiej rywalizacji. W końcowej klasyfikacji zajęła 31. miejsce. W Finale zwyciężyła reprezentantka Włoch Giovanna Trillini.
| Zawodniczka                          | Konkurencja          | Eliminacje grupowe | Eliminacje grupowe | Eliminacje grupowe | Eliminacje grupowe | Eliminacje – I runda | Eliminacje – II runda            | Repasaże – I runda             | Eliminacje – III runda | Repasaże – II runda | Repasaże – III runda | Eliminacje – IV runda | Repasaże – IV runda | Ćwierćfinały  | Półfinały     | Finał         |
| Zawodniczka                          | Konkurencja          | M                  | Z                  | P                  | +/–                | Przeciwniczka        | Przeciwniczka                    | Przeciwniczka                  | Przeciwniczka          | Przeciwniczka       | Przeciwniczka        | Przeciwniczka         | Przeciwniczka       | Przeciwniczka | Przeciwniczka | Przeciwniczka |
| ------------------------------------ | -------------------- | ------------------ | ------------------ | ------------------ | ------------------ | -------------------- | -------------------------------- | ------------------------------ | ---------------------- | ------------------- | -------------------- | --------------------- | ------------------- | ------------- | ------------- | ------------- |
| Tamara Savić-Šotra                   | Floret indywidualnie | 5.                 | 3                  | 3                  | 22:23              | —                    | Olga Wieliczko 5:3, 3:5, 5:1 (P) | Isabelle Spennato 5:2, 5:3 (P) | NQ                     | NQ                  | NQ                   | NQ                    | NQ                  | NQ            | NQ            | NQ            |
| Miejsce w klasyfikacji końcowej: 31. |                      |                    |                    |                    |                    |                      |                                  |                                |                        |                     |                      |                       |                     |               |               |               |

### Tenis stołowy
Na letnich igrzyskach w 1992 w tenisie stołowym wystąpiło pięciu sportowców. Były to dwie kobiety; Gordana Perkučin i Jasna Fazlić oraz trzech mężczyzn; Ilija Lupulesku, Slobodan Grujić i Zoran Kalinić. Ich największym sukcesem było 5. miejsce Lupulesku i Grujicia w deblu mężczyzn.
Kobiety
Jasna Fazlić-Reed wystartowała w eliminacjach do singla w tenisie stołowym trwających od 29 do 31 lipca. rywalizowała w czteroosobowej grupie. Jej przeciwniczkami była Rumunka Otilia Bădescu, z którą przegrała 0:2 (7-21, 20-21), Hinduska Niyati Roy-Shah, z którą wygrała 2:0 (21-12, 21-16) i Kubanka Marisel Ramírez, z którą także zwyciężyła wynikiem 2:0 (21-18, 21-19). Dwa zwycięstwa nie dały jej jednak awansu do dalszej rundy, ponieważ Rumunka miała o jedno zwycięstwo więcej, a awans dawało jedynie miejsce lidera. Ostatecznie Fazlić-Reed była 2. w swojej grupie, a 17. w całej rywalizacji. W konkurencji tej złoto zdobyła reprezentantka Chin Deng Yaping.
Jasna wystartowała jeszcze w deblu z Gordaną Perkučin. W eliminacjach grupowych, które trwały od 29 do 30 lipca rywalizowały z trzema innymi reprezentacjami; Holandii, Australii i Brazylii. Z Holenderkami Mirjam Hooman-Kloppenburg i Bettine Vriesekoop przegrały 1:2 (21-18, 13-21, 16-21). Nad Australijkami Ying kwok i Kerri Tepper odniosły zwycięstwo 2:0 (21-17, 21-13) podobnie jak z Brazylijkami Mônicą Doti i Lyanne Kosaką - 2:0 (21-4, 21-17). W rezultacie zajęły drugie miejsce w grupie tuż za Holenderkami, które były od nich o jedno zwycięstwo lepsze (awans do następnej rundy dawało 1. miejsce). Ostatecznie zajęły 9. miejsce, a całą rywalizację wygrały reprezentantki Chin Deng Yaping i Qiao Hong.
| Zawodniczka / zawodniczki           | Konkurencja    | Eliminacje grupowe                            | Eliminacje grupowe            | Eliminacje grupowe | Eliminacje grupowe | Eliminacje grupowe | Eliminacje grupowe | Eliminacje grupowe | 1/8 finału    | Ćwierćfinały  | Półfinały     | Finał         | M-F |
| Zawodniczka / zawodniczki           | Konkurencja    | Przeciwniczki                                 | Wynik                         | M                  | Z                  | P                  | Gemy               | Punkty             | Przeciwniczka | Przeciwniczka | Przeciwniczka | Przeciwniczka | M-F |
| ----------------------------------- | -------------- | --------------------------------------------- | ----------------------------- | ------------------ | ------------------ | ------------------ | ------------------ | ------------------ | ------------- | ------------- | ------------- | ------------- | --- |
| Jasna Fazlić                        | Gra pojedyncza | Otilia Bădescu                                | 0:2 (7-21, 20-21) (P)         | 2.                 | 2                  | 1                  | 4:2                | 111 : 108          | NQ            | NQ            | NQ            | NQ            | 17. |
| Jasna Fazlić                        | Gra pojedyncza | Niyati Roy-Shah                               | 2:0 (21-12, 21-16) (Z)        | 2.                 | 2                  | 1                  | 4:2                | 111 : 108          | NQ            | NQ            | NQ            | NQ            | 17. |
| Jasna Fazlić                        | Gra pojedyncza | Marisel Ramírez                               | 2:0 (21-18, 21-19) (Z)        | 2.                 | 2                  | 1                  | 4:2                | 111 : 108          | NQ            | NQ            | NQ            | NQ            | 17. |
| Gordana Perkučin, Jasna Fazlić-Reed | Gra podwójna   | Mirjam Hooman-Kloppenburg, Bettine Vriesekoop | 1:2 (21-18, 13-21, 16-21) (P) | 2.                 | 2                  | 1                  | 5:2                | 134 : 111          | —             | NQ            | NQ            | NQ            | 9.  |
| Gordana Perkučin, Jasna Fazlić-Reed | Gra podwójna   | Ying kwok, Kerri Tepper                       | 2:0 (21-17, 21-13) (Z)        | 2.                 | 2                  | 1                  | 5:2                | 134 : 111          | —             | NQ            | NQ            | NQ            | 9.  |
| Gordana Perkučin, Jasna Fazlić-Reed | Gra podwójna   | Mônica Doti, Lyanne Kosaka                    | 2:0 (21-4, 21-17) (Z)         | 2.                 | 2                  | 1                  | 5:2                | 134 : 111          | —             | NQ            | NQ            | NQ            | 9.  |

Mężczyźni
Ilija Lupulesku i Zoran Kalinić to dwaj niezależni uczestnicy igrzysk, którzy 30 lipca do 1 sierpnia wystąpili w eliminacjach singla mężczyzn w tenisie stołowym. Ilija przegrał z reprezentantem Korei Północnej Li Gun-sangiem 0:2 (12-21, 17-21), ale za to wygrał z Nigeryjczykiem Sule Olaleye 2:1 (13-21, 21-20, 21-13) i z Libijczykiem Attaherem Mohamedem El-Mahjoubem 2:0 (21-14, 21-12). Nie awansował do kolejnej rundy, ponieważ Gun-Sang miał na swoim koncie o jedno zwycięstwo więcej (awans dawało miejsce 1.). Zoran przegrał z Francuzem Jeanem-Philippe’em Gatienem 0:2 (16-21, 15-21), a z Nigeryjczykiem Atandą Musą wygrał 2:0 (21-14, 21-19) podobnie jak z Nowozelandczykiem Hagenem Bowerem, z którym wygrał 2:0 (21-9, 21-9). Do następnej rundy nie awansował z tego powodu co Lupulesku. Obaj uplasowali się na 17. pozycji, a rywalizację w tej konkurencji wygrał Szwed Jan-Ove Waldner.
W grze drużynowej wystąpili Ilija Lupulesku i Slobodan Grujić, którzy rywalizowali w trwających od 28 do 31 lipca kwalifikacjach grupowych. W nich wygrali ze wszystkimi przeciwnikami. Szwedzi Mikael Appelgren i Jan-Ove Waldner przegrali z nimi 1:2 (21-10, 18-21, 20-21), Japończycy Kinjiro Nakamura i Takehiro Watanabe 0:2 (17-21, 13-21), a Hindusi Kamlesh Mehta i Sujay Ghorpade 0:2 (17-21, 13-21). Mieli najwięcej zwycięstw, a więc awansowali do następnej rundy. 1 sierpnia, w ćwierćfinale zmierzyli się z Niemcami Steffenem Fetznerem i Jörgem Roßkopfem. Przegrali z późniejszymi wicemistrzami olimpijskimi 0:3 (18:21, 13:21, 17:21). W końcowej klasyfikacji zajęli 5. miejsce. W finale Niemców pokonali Chińczycy Lu Lin i Wang Tao.
| Zawodnik / zawodnicy             | Konkurencja    | Eliminacje grupowe                  | Eliminacje grupowe            | Eliminacje grupowe | Eliminacje grupowe | Eliminacje grupowe | Eliminacje grupowe | Eliminacje grupowe | 1/8 finału | Ćwierćfinały                                                | Półfinały  | Finał      | M-F |
| Zawodnik / zawodnicy             | Konkurencja    | Przeciwnicy                         | Wynik                         | M                  | Z                  | P                  | Gemy               | Punkty             | Przeciwnik | Przeciwnik                                                  | Przeciwnik | Przeciwnik | M-F |
| -------------------------------- | -------------- | ----------------------------------- | ----------------------------- | ------------------ | ------------------ | ------------------ | ------------------ | ------------------ | ---------- | ----------------------------------------------------------- | ---------- | ---------- | --- |
| Ilija Lupulesku                  | Gra pojedyncza | Li Gun-Sang                         | 0:2 (12-21, 17-21) (P)        | 2.                 | 2                  | 1                  | 4:3                | 133 : 116          | NQ         | NQ                                                          | NQ         | NQ         | 17. |
| Ilija Lupulesku                  | Gra pojedyncza | Sule Olaleye                        | 2:1 (13-21, 21-20, 21-13) (Z) | 2.                 | 2                  | 1                  | 4:3                | 133 : 116          | NQ         | NQ                                                          | NQ         | NQ         | 17. |
| Ilija Lupulesku                  | Gra pojedyncza | Attaher Mohamed El-Mahjoub          | 2:0 (21-14, 21-12) (Z)        | 2.                 | 2                  | 1                  | 4:3                | 133 : 116          | NQ         | NQ                                                          | NQ         | NQ         | 17. |
| Zoran Kalinić                    | Gra pojedyncza | Jean-Philippe Gatien                | 0:2 (16-21, 15-21) (P)        | 2.                 | 2                  | 1                  | 4:2                | 115 : 93           | NQ         | NQ                                                          | NQ         | NQ         | 17. |
| Zoran Kalinić                    | Gra pojedyncza | Atanda Musa                         | 2:0 (21-14, 21-19) (Z)        | 2.                 | 2                  | 1                  | 4:2                | 115 : 93           | NQ         | NQ                                                          | NQ         | NQ         | 17. |
| Zoran Kalinić                    | Gra pojedyncza | Hagen Bower                         | 2:0 (21-9, 21-9) (Z)          | 2.                 | 2                  | 1                  | 4:2                | 115 : 93           | NQ         | NQ                                                          | NQ         | NQ         | 17. |
| Ilija Lupulesku, Slobodan Grujić | Gra podwójna   | Mikael Appelgren, Jan-Ove Waldner   | 2:1 (10-21, 21-18, 21-20) (Z) | 1.                 | 3                  | 0                  | 6:1                | 137 : 120          | —          | Steffen Fetzner, Jörg Roßkopf 3:0 (21:18, 21:13, 21:17) (P) | NQ         | NQ         | 5.  |
| Ilija Lupulesku, Slobodan Grujić | Gra podwójna   | Kinjiro Nakamura, Takehiro Watanabe | 2:0 (21-17, 21-13) (Z)        | 1.                 | 3                  | 0                  | 6:1                | 137 : 120          | —          | Steffen Fetzner, Jörg Roßkopf 3:0 (21:18, 21:13, 21:17) (P) | NQ         | NQ         | 5.  |
| Ilija Lupulesku, Slobodan Grujić | Gra podwójna   | Kamlesh Mehta, Sujay Ghorpade       | 2:0 (21-17, 21-14) (Z)        | 1.                 | 3                  | 0                  | 6:1                | 137 : 120          | —          | Steffen Fetzner, Jörg Roßkopf 3:0 (21:18, 21:13, 21:17) (P) | NQ         | NQ         | 5.  |

### Tenis ziemny
Po odłączeniu się Chorwacji od Jugosławii w czerwcu 1991 r. z występów dla SFRJ zrezygnowało dwóch czołowych graczy, Goran Ivanišević i Goran Prpić. Obaj zawodnicy na igrzyskach w Barcelonie zdobyli trzy brązowe medale dla Chorwacji. Jedynym niezależnym uczestnikiem igrzysk występujący w tenisie ziemnym był Serb, Srđan Muškatirović. W 1/32 finału, która odbyła się w dniach 28-29 lipca rywalizował z Brazylijczykiem Jaimem Oncinsem. Przegrał z nim po pięciu setach (6:7, 6:4, 1:6, 6:4, 1:6) i nie awansował tym samym do dalszej rundy. W końcowej klasyfikacji zajął 33. miejsce, ex aequo z innymi zawodnikami, którzy odpadli na tym samym etapie rywalizacji. Turniej olimpijski wygrał reprezentant Szwajcarii Marc Rosset.
| Zawodnik/icy       | Konkurencja    | 1/32 finału                                | 1/16 finału | 1/8 finału | Ćwierćfinały | Półfinały  | Finał      | M-F |
| Zawodnik/icy       | Konkurencja    | Przeciwnik                                 | Przeciwnik  | Przeciwnik | Przeciwnik   | Przeciwnik | Przeciwnik | M-F |
| ------------------ | -------------- | ------------------------------------------ | ----------- | ---------- | ------------ | ---------- | ---------- | --- |
| Srđan Muškatirović | Gra pojedyncza | Jaime Oncins 2:3 (6:7, 6:4, 1:6, 6:4, 1:6) | NQ          | NQ         | NQ           | NQ         | NQ         | 33. |

### Wioślarstwo
Na letnich igrzyskach olimpijskich w Barcelonie w wioślarstwie wystąpili dwaj zawodnicy: Vladimir Banjanac i Lazo Pivač. Brali oni udział w konkurencji dwójek bez sternika. Rywalizację rozpoczęli od ćwierćfinału, który odbył się 27 lipca. W pierwszej grupie, w której rywalizowali o awans uzyskali czas 7:08,35 i zajęli 5. miejsce, które nie dawało im awansu do półfinału (awans zapewniało zwycięstwo). Mieli jednak szanse walczyć jeszcze repasażach, które to odbyły się 29 sierpnia. W nich wystąpili również w pierwszej grupie, a z czasem 6:54,76 uplasowali się na 3. miejscu, lecz awans do półfinału dawały dwa pierwsze miejsca. Olimpijską rywalizację dwójek zakończyli na 14. miejscu, a złoto wywalczyli reprezentanci Wielkiej Brytanii Matthew Pinsent i Steve Redgrave.
| Zawodnicy                     | Konkurencja         | Ćwierćfinały | Ćwierćfinały | Ćwierćfinały | Repasaże | Repasaże | Repasaże | Półfinały | Półfinały | Półfinały | Finał | Finał | Finał   | M-F |
| Zawodnicy                     | Konkurencja         | Grupa        | Czas         | Miejsce      | Grupa    | Czas     | Miejsce  | Grupa     | Czas      | Miejsce   | Grupa | Czas  | Miejsce | M-F |
| ----------------------------- | ------------------- | ------------ | ------------ | ------------ | -------- | -------- | -------- | --------- | --------- | --------- | ----- | ----- | ------- | --- |
| Vladimir Banjanac, Lazo Pivač | Dwójka bez sternika | 1            | 7:08,35      | 5.           | 1        | 6:54,76  | 3.       | NQ        | NQ        | NQ        | NQ    | NQ    | NQ      | 14. |

### Zapasy
Podczas igrzysk w Barcelonie w zapasach rywalizowało dziewięciu sportowców. Ich najlepszym rezultatem było 6. miejsce Gorana Kasuma w konkurencji wagi średniej (do 82 kg) w stylu klasycznym.
Pierwszy z nich Zoran Szorow 5 sierpnia rozpoczął rywalizację w konkurencji wagi koguciej (do 57 kg) w stylu wolnym. Rywalizację rozpoczął od I rundy fazy eliminacyjnej grupy A i porażki z reprezentantem Niemiec Jürgenem Scheibe 2:6. W rundzie II nie uczestniczył (nieparzysta ilość zawodników). w III rundzie zmierzył się z reprezentującym Bułgarię Rumenem Pawłowem, z którym poniósł porażkę 4:45. Zakończył tym samym swoją olimpijską rywalizację (zawodnik ponoszący dwie porażki odpada z turnieju olimpijskiego). Ostatecznie zajął 7. miejsce w swojej grupie. W konkurencji tej zwyciężył reprezentant Kuby Alejandro Puerto.
Drugi z niezależnych uczestników Senad Rizvanović 26 lipca rozpoczął rywalizację w konkurencji wagi muszej (do 52 kg) w stylu klasycznym od fazy eliminacyjnej w grupie B. W pierwszej kolejce zmierzył się z reprezentantem Turcji Remzi Öztürk, z którym wygrał 10:0. W następnej rundzie jego przeciwnikiem był reprezentujący Dominikanę Ulises Valentín nad którym odniósł zwycięstwo 58:3. Jego kolejnym przeciwnikiem był reprezentant USA Shawn Sheldon, z którym przegrał 1:3. W ostatniej IV rundzie eliminacji przegrał z reprezentantem Norwegii Jonem Rønningenem 0:11. 4. miejsce, które zajął w fazie eliminacyjnej dało mu awans do pojedynku o 7. miejsce. Zmierzył się w niej z Finem Ismo Kamesakim, z którym przegrał 1:2 i ostatecznie zajął 8. miejsce w turnieju olimpijskim. Pierwsze miejsce w tej konkurencji wywalczył grupowy rywal Rizvanovicia Norweg Jon Rønningen.
Zoran Galović 28 lipca rozpoczął rywalizację w konkurencji wagi koguciej (do 57 kg) w stylu klasycznym. W pierwszej kolejce grupy B przegrał z reprezentantem Rumunii Marianem Sandu 4:5 (w dogrywce 5:55). Kolejnym jego przeciwnikiem był reprezentujący Koreę Południową An Han-bong, z którym poniósł porażkę 0:6. Po dwóch porażkach odpadł z olimpijskiej rywalizacji i zajął 6. miejsce w swojej grupie. Złoty medal w tej konkurencji zdobył drugi rywal An Han-Bong.
26 lipca Nandor Sabo rozpoczął rywalizację w konkurencji wagi lekkiej (do 68 kg) w stylu klasycznym. W pierwszej rundzie grupy B fazy eliminacyjnej Sabo przegrał z reprezentantem Francji Ghani Yalouzem 2:4. W drugiej kolejce rywalizował z Attilą Repką, z którym przegrał 1:10. Zakończył swoją olimpijską rywalizację po dwóch pojedynkach, zajął 5. miejsce w swojej grupie. Rywalizację w tej konkurencji wygrał wcześniejszy rywal Sabo Węgier Attila Repka.
Czwarty z niezależnych uczestników rywalizujących w zapasach był Željko Trajković, który rozpoczął olimpijską rywalizację od eliminacji do konkurencji stylu klasycznego wagi półśredniej do 74 kg 27 lipca. jego pierwszym przeciwnikiem był reprezentant Polski Józef Tracz, z którym przegrał 0:2. W drugiej rundzie eliminacji miał wolny los. W trzeciej rundzie jego rywalem był Hiszpan José Alberto Recuero, którego pokonał 3:0. Trzecim (i jak później okazało ostatnim) przeciwnikiem był reprezentant Austrii Anton Marchl, który pokonał Trajkovicia 2:5. Željko zajął ósme miejsce w swojej grupie i tym samym nie awansował do rundy finałowej. W rywalizacji o złoty medal zwyciężył reprezentant wspólnoty niepodległych państw Mynacakan Iskandarian.
Goran Kasum, kolejny niezależny uczestnik startujący w zapasach, a konkretnie w konkurencji stylu klasycznego waga średnia do 82 kg wystartował 28 lipca w eliminacjach. Jego pierwszym przeciwnikiem był reprezentant Węgier Péter Farkas, z którym przegrał 1:4. Kolejnym rywalem Gorana był Amerykanin Dan Henderson, którego pokonał 2:0. Reprezentant Grecji Leonidas Papas był trzecim przeciwnikiem Kasuma, z którym wygrał 3:0. Ostatnim przeciwnikiem był Thomas Zander reprezentujący Niemcy, z którym Goran zremisował po zero. Trzecie miejsce w grupie zapewniło kasumowi awans do walki o piąte miejsce, z której rywalizował z finem Timo Niemim. Fin zwyciężył 3:1. Złoty medal zdobył Péter Farkas.
28 lipca do rywalizacji przystąpił Pajo Ivošević, który startował w konkurencji stylu klasycznego wagi półciężkiej do 90 kg. Jego pierwszym przeciwnikiem w grupie A, w której rywalizował był reprezentant Francji Henri Meiss. Przegrał z nim 0:1. drugim przeciwnikiem Pajo był Amerykanin Mike Foy, z którym również przegrał, tym razem 3:4. Zakończył tym swą olimpijską rywalizacje na dziesiątym miejscu w grupie. Złoty medal w tej konkurencji zdobył reprezentujący Niemcy Maik Bullmann.
Miloš Govedarica 26 lipca rozpoczął rywalizację w konkurencji stylu klasycznego wagi ciężkiej do 100 kg. Zmagania w grupie B rozpoczął od pojedynku z reprezentantem Niemiec Andreasem Steinbachem, z którym przegrał 1:2. Drugi pojedynek wygrał 3:1 z Węgrem Norbertem Növényi. Jego kolejnym przeciwnikiem był reprezentant Wspólnoty Niepodległych Państw Siarhiej Dziemiaszkiewicz, który wygrał z nim 7:1. Govedarica zakończył rywalizację w grupie na piątym miejscu. W finałowym pojedynku o dziewiąte miejsce w turnieju olimpijskim pokonał reprezentanta Estonii Helgera Hallika 5:0. W konkurencji tej tryumfował reprezentant Kuby Héctor Milián.
Ostatnim z niezależnych uczestników olimpijskich startującym w zapasach był Milan Radaković rywalizujący w konkurencji stylu klasycznego wagi superciężkiej do 130 kg. Jego pierwszym rywalem w grupie A był Meksykanin Guillermo Díaz, którego pokonał 42:3. Kolejnym rywalem Milana był reprezentant Finlandii Juha Ahokas, który pokonał go wynikiem 2:0. Trzecim przeciwnikiem był reprezentujący Rumunię Ioan Grigoraș, który pokonał Radakovicia 8:1. W konsekwencji swoich wyników zajął on piąte miejsce w grupie i tym samym pozostał mu pojedynek o dziewiąte miejsce w turnieju olimpijskim. Jego przeciwnikiem był reprezentant Polski Jerzy Choromański, który pokonał go 4:2 (w dogrywce 18:7). Zwycięstwo w tej konkurencji odniósł reprezentant Wspólnoty Niepodległych Państw Aleksandr Karielin.
| Zawodnik         | Konkurencja              | Runda grupowa (eliminacje) | Runda grupowa (eliminacje) | Runda grupowa (eliminacje) | Runda grupowa (eliminacje) | Runda grupowa (eliminacje) | Runda grupowa (eliminacje) | Finał                                  | M-F |
| Zawodnik         | Konkurencja              | Grupa                      | Runda                      | Przeciwnicy                | Wynik                      | Pkt.                       | Miejsce                    | Przeciwnik                             | M-F |
| ---------------- | ------------------------ | -------------------------- | -------------------------- | -------------------------- | -------------------------- | -------------------------- | -------------------------- | -------------------------------------- | --- |
| Zoran Szorow     | - 57 kg, styl wolny      | A                          | I                          | Jürgen Scheibe             | 6:2 (P)                    | 1,0                        | 7.                         | NQ                                     | —   |
| Zoran Szorow     | - 57 kg, styl wolny      | A                          | II                         | —                          | —                          | 1,0                        | 7.                         | NQ                                     | —   |
| Zoran Szorow     | - 57 kg, styl wolny      | A                          | III                        | Rumen Pawłow               | 4:45 (P)                   | 1,0                        | 7.                         | NQ                                     | —   |
| Zoran Szorow     | - 57 kg, styl wolny      | A                          | IV                         | NQ                         | NQ                         | 1,0                        | 7.                         | NQ                                     | —   |
| Zoran Szorow     | - 57 kg, styl wolny      | A                          | V                          | NQ                         | NQ                         | 1,0                        | 7.                         | NQ                                     | —   |
| Senad Rizvanović | - 52 kg, styl klasyczny  | B                          | I                          | Remzi Öztürk               | 10:0 (Z)                   | 8,0                        | 4.                         | Ismo Kamesaki 2:1 (P)                  | 8.  |
| Senad Rizvanović | - 52 kg, styl klasyczny  | B                          | II                         | Ulises Valentín            | 3:58 (Z)                   | 8,0                        | 4.                         | Ismo Kamesaki 2:1 (P)                  | 8.  |
| Senad Rizvanović | - 52 kg, styl klasyczny  | B                          | III                        | Shawn Sheldon              | 3:1 (P)                    | 8,0                        | 4.                         | Ismo Kamesaki 2:1 (P)                  | 8.  |
| Senad Rizvanović | - 52 kg, styl klasyczny  | B                          | IV                         | Jon Rønningen              | 11:0 (P)                   | 8,0                        | 4.                         | Ismo Kamesaki 2:1 (P)                  | 8.  |
| Zoran Galović    | - 57 kg, styl klasyczny  | B                          | I                          | Marian Sandu               | 5:4 (dogr. 5:55) (P)       | 1,0                        | 6.                         | NQ                                     | —   |
| Zoran Galović    | - 57 kg, styl klasyczny  | B                          | II                         | An Han-bong                | 6:0 (P)                    | 1,0                        | 6.                         | NQ                                     | —   |
| Zoran Galović    | - 57 kg, styl klasyczny  | B                          | III                        | NQ                         | NQ                         | 1,0                        | 6.                         | NQ                                     | —   |
| Zoran Galović    | - 57 kg, styl klasyczny  | B                          | IV                         | NQ                         | NQ                         | 1,0                        | 6.                         | NQ                                     | —   |
| Zoran Galović    | - 57 kg, styl klasyczny  | B                          | V                          | NQ                         | NQ                         | 1,0                        | 6.                         | NQ                                     | —   |
| Zoran Galović    | - 57 kg, styl klasyczny  | B                          | VI                         | NQ                         | NQ                         | 1,0                        | 6.                         | NQ                                     | —   |
| Nandor Sabo      | - 68 kg, styl klasyczny  | B                          | I                          | Ghani Yalouz               | 4:2 (P)                    | 2,0                        | 5.                         | NQ                                     | —   |
| Nandor Sabo      | - 68 kg, styl klasyczny  | B                          | II                         | Attila Repka               | 10:1 (P)                   | 2,0                        | 5.                         | NQ                                     | —   |
| Nandor Sabo      | - 68 kg, styl klasyczny  | B                          | III                        | NQ                         | NQ                         | 2,0                        | 5.                         | NQ                                     | —   |
| Nandor Sabo      | - 68 kg, styl klasyczny  | B                          | IV                         | NQ                         | NQ                         | 2,0                        | 5.                         | NQ                                     | —   |
| Nandor Sabo      | - 68 kg, styl klasyczny  | B                          | V                          | NQ                         | NQ                         | 2,0                        | 5.                         | NQ                                     | —   |
| Nandor Sabo      | - 68 kg, styl klasyczny  | B                          | VI                         | NQ                         | NQ                         | 2,0                        | 5.                         | NQ                                     | —   |
| Željko Trajković | - 74 kg, styl klasyczny  | A                          | I                          | Józef Tracz                | 2:0 (P)                    | 4,0                        | 8.                         | NQ                                     | —   |
| Željko Trajković | - 74 kg, styl klasyczny  | A                          | II                         | —                          | —                          | 4,0                        | 8.                         | NQ                                     | —   |
| Željko Trajković | - 74 kg, styl klasyczny  | A                          | III                        | José Alberto Recuero       | 3:0 (Z)                    | 4,0                        | 8.                         | NQ                                     | —   |
| Željko Trajković | - 74 kg, styl klasyczny  | A                          | IV                         | Anton Marchl               | 5:2 (P)                    | 4,0                        | 8.                         | NQ                                     | —   |
| Željko Trajković | - 74 kg, styl klasyczny  | A                          | V                          | NQ                         | NQ                         | 4,0                        | 8.                         | NQ                                     | —   |
| Željko Trajković | - 74 kg, styl klasyczny  | A                          | VI                         | NQ                         | NQ                         | 4,0                        | 8.                         | NQ                                     | —   |
| Goran Kasum      | - 82 kg, styl klasyczny  | B                          | I                          | Péter Farkas               | 4:1 (P)                    | 7,0                        | 3.                         | Timo Niemi 3:1 (P)                     | 6.  |
| Goran Kasum      | - 82 kg, styl klasyczny  | B                          | II                         | Dan Henderson              | 2:0 (Z)                    | 7,0                        | 3.                         | Timo Niemi 3:1 (P)                     | 6.  |
| Goran Kasum      | - 82 kg, styl klasyczny  | B                          | III                        | Leonidas Papas             | 3:0 (Z)                    | 7,0                        | 3.                         | Timo Niemi 3:1 (P)                     | 6.  |
| Goran Kasum      | - 82 kg, styl klasyczny  | B                          | IV                         | Thomas Zander              | 0:0 (R)                    | 7,0                        | 3.                         | Timo Niemi 3:1 (P)                     | 6.  |
| Goran Kasum      | - 82 kg, styl klasyczny  | B                          | V                          | NQ                         | NQ                         | 7,0                        | 3.                         | Timo Niemi 3:1 (P)                     | 6.  |
| Pajo Ivošević    | - 90 kg, styl klasyczny  | A                          | I                          | Henri Meiss                | 1:0 (P)                    | 1,0                        | 10.                        | NQ                                     | —   |
| Pajo Ivošević    | - 90 kg, styl klasyczny  | A                          | II                         | Mike Foy                   | 4:3 (P)                    | 1,0                        | 10.                        | NQ                                     | —   |
| Pajo Ivošević    | - 90 kg, styl klasyczny  | A                          | III                        | NQ                         | NQ                         | 1,0                        | 10.                        | NQ                                     | —   |
| Pajo Ivošević    | - 90 kg, styl klasyczny  | A                          | IV                         | NQ                         | NQ                         | 1,0                        | 10.                        | NQ                                     | —   |
| Pajo Ivošević    | - 90 kg, styl klasyczny  | A                          | V                          | NQ                         | NQ                         | 1,0                        | 10.                        | NQ                                     | —   |
| Miloš Govedarica | - 100 kg, styl klasyczny | B                          | I                          | Andreas Steinbach          | 2:1 (P)                    | 5,0                        | 5.                         | Helger Hallik 5:0 (Z)                  | 9.  |
| Miloš Govedarica | - 100 kg, styl klasyczny | B                          | II                         | Norbert Növényi            | 3:1 (Z)                    | 5,0                        | 5.                         | Helger Hallik 5:0 (Z)                  | 9.  |
| Miloš Govedarica | - 100 kg, styl klasyczny | B                          | III                        | Siarhiej Dziemiaszkiewicz  | 7:1 (P)                    | 5,0                        | 5.                         | Helger Hallik 5:0 (Z)                  | 9.  |
| Miloš Govedarica | - 100 kg, styl klasyczny | B                          | IV                         | NQ                         | NQ                         | 5,0                        | 5.                         | Helger Hallik 5:0 (Z)                  | 9.  |
| Miloš Govedarica | - 100 kg, styl klasyczny | B                          | V                          | NQ                         | NQ                         | 5,0                        | 5.                         | Helger Hallik 5:0 (Z)                  | 9.  |
| Milan Radaković  | - 130 kg, styl klasyczny | A                          | I                          | Guillermo Díaz             | 3:42 (Z)                   | 5,0                        | 5.                         | Jerzy Choromański 4:2 (dogr. 7:18) (P) | 10. |
| Milan Radaković  | - 130 kg, styl klasyczny | A                          | II                         | Juha Ahokas                | 2:0 (P)                    | 5,0                        | 5.                         | Jerzy Choromański 4:2 (dogr. 7:18) (P) | 10. |
| Milan Radaković  | - 130 kg, styl klasyczny | A                          | III                        | Ioan Grigoraș              | 8:1 (P)                    | 5,0                        | 5.                         | Jerzy Choromański 4:2 (dogr. 7:18) (P) | 10. |
| Milan Radaković  | - 130 kg, styl klasyczny | A                          | IV                         | NQ                         | NQ                         | 5,0                        | 5.                         | Jerzy Choromański 4:2 (dogr. 7:18) (P) | 10. |
| Milan Radaković  | - 130 kg, styl klasyczny | A                          | V                          | NQ                         | NQ                         | 5,0                        | 5.                         | Jerzy Choromański 4:2 (dogr. 7:18) (P) | 10. |